# OVERLOAD
『OVERLOAD』（オーヴァーロード）は2002年にANTHEMがリリースしたアルバムである。

## 解説
今作は、「Connecte D」対応商品で、限定サイト「ANTHEM SPECIAL WEB SITE」へのアクセスキーになっていた（02年10月9日〜03年3月31日）。『THE VOICES』は、8月21日に先行シングルとして発表された。

## 収録曲
特記以外作詞・作曲：柴田直人
1. REVENGE
2. THE VOICES
3. DEMON'S RIDE
4. ROUGH AND WILD
5. RESCUE YOU
作詞：柴田直人、坂本英三
6. GROUND ZERO（Instrumental）
作曲：清水昭男
7. OVERLOAD
作詞：柴田直人、坂本英三
8. DESERT OF THE SEA
作詞：柴田直人、坂本英三
9. GOTTA GO
作詞：柴田直人、坂本英三
10. ETERNAL MIND
作詞・作曲：清水昭男

## 参加メンバー
- 柴田直人：ベース、作詞、作曲
- 坂本英三：ボーカル、作詞
- 清水昭男：ギター、作詞、作曲
- 本間大嗣：ドラム